# 乘法公式
乘法公式是數學代數中的公式，其中包括乘法，也有可能有加法、減法、平方或立方。
以下是常見的乘法公式：
1. 分配律：{\displaystyle (a+b)(c+d)=ac+ad+bc+bd\,\!}
2. 和平方：{\displaystyle (a+b)^{2}=a^{2}+2ab+b^{2}\,\!}
  - 三項和平方：{\displaystyle (a+b+c)^{2}=a^{2}+b^{2}+c^{2}+2ab+2bc+2ca\,\!}
3. 差平方：{\displaystyle (a-b)^{2}=a^{2}-2ab+b^{2}\,\!}
  - 三數差平方：{\displaystyle (a-b-c)^{2}=a^{2}+b^{2}+c^{2}-2ab+2bc-2ca\,\!}
4. 平方和：{\displaystyle a^{2}+b^{2}=(a+bi)(a-bi)\,\!}
5. 平方差：{\displaystyle a^{2}-b^{2}=(a+b)(a-b)\,\!}
6. 和立方：{\displaystyle (a+b)^{3}=a^{3}+3a^{2}b+3ab^{2}+b^{3}\,\!}
7. 差立方：{\displaystyle (a-b)^{3}=a^{3}-3a^{2}b+3ab^{2}-b^{3}\,\!}
8. 立方和：{\displaystyle a^{3}+b^{3}=(a+b)^{3}-3ab(a+b)=(a+b)(a^{2}-ab+b^{2})\,\!}
9. 立方差：{\displaystyle a^{3}-b^{3}=(a-b)^{3}+3ab(a-b)=(a-b)(a^{2}+ab+b^{2})\,\!}
10. 等冪求和：{\displaystyle a^{3}+b^{3}+c^{3}-3abc=(a+b+c)(a^{2}+b^{2}+c^{2}-ab-bc-ca)\,\!}
11. 等冪和差：{\displaystyle a^{4}+a^{2}b^{2}+b^{4}=(a^{2}+ab+b^{2})(a^{2}-ab+b^{2})\,\!}
12. 平方和、平方差延伸：{\displaystyle a^{2}+b^{2}=(a+b)^{2}-2ab=(a-b)^{2}+2ab\,\!}
13. 多项式平方：{\displaystyle (a+b+c+d)^{2}=a^{2}+b^{2}+c^{2}+d^{2}+2ab+2ac+2ad+2bc+2bd+2cd\,\!}
14. 三數和立方：{\displaystyle (a+b+c)^{3}=a^{3}+b^{3}+c^{3}+3(a+b)(b+c)(a+c)\,\!}